# Phylloicus priapulus
Phylloicus priapulus är en nattsländeart som beskrevs av Donald G. Denning, Hogue in Denning, Resh och Charles L. Hogue 1983. Phylloicus priapulus ingår i släktet Phylloicus och familjen Calamoceratidae. Inga underarter finns listade i Catalogue of Life.